# Јамал (авио-компанија)
Јамал (рус. ОАО «Авиационная транспортная компания «Ямал») је авио-компанија са седиштем у  Салехарду у северном Сибиру, Русија. Према Федералној агенцији за ваздушни саобраћај Јамал  се, међу руским авио-компанијама, налази на 9. месту по броју превежених путника.

## Историја
Авио-компанија је основана 1997. године. Име носи по називу полуострва у северном Сибиру на коме се и налази град Салехард, седиште компаније. 
- 1997. године стигли су први хеликоптери Мил Ми-8 и авион Јаковљев Јак-40.
- 1998. године флота  компаније се проширује првим Антоновом Ан-74 и Туполев Ту-134.
- 1999. први Тупољев Ту-154М ушао је у службу, а авио-компанија је обавила први међународни лет.
- 2000. године први Антонов Ан-24 стиже у Салехард.
- 2003. године авиони Јаковљев Јак-18Т и Антонов Ан-26-100 ушли су у службу.
- 2004. године флота авио-компаније Јамал проширила се хеликоптерима Мил Ми-8МТБ-1.
- У мају 2016. године, први Сухој Суперџет 100-95ЛР авио-компаније Јамал ерлајнс почиње да лети  на релацији Салехард-Москва-Домодедово.

## Флота
Флота Јамал-а се, 2020. година, састоји од руских и увозних ваздухоплова и то: 15 авиона  Сухој Суперџет 100-95ЛР, 8 авиона ЕрБас А-320, 3 авиона ЕрБас А-321, 10 авиона Бомбардиер ЦРЈ-200ЛР, 1 авион Бомбардиер Чаленџер 850, 2 авиона Л-410.